# جزرايا
جزرايا قرية تتبع ناحية الزربة في منطقة جبل سمعان في محافظة حلب في سوريا، تقع على بعد حوالي 40 كم جنوب مدينة حلب، ويبلغ عدد السكان (8160) نسمة حسب تعداد السكان لعام 2004،
ويمر من الجهة الشرقية للقرية نهر قويق الذي ينتهي جنوب القرية مشكل سبخة المطخ (السيحة).
يعتمد الأهالي في القريه على الزراعة بقسميها الصيفي والشتوي
حيث أنهم يقومون بزراعة عدة أصناف في أراضيهم الخصبة
والأصناف هي على سبيل المثال لا الحصر
القمح والشعير والقطن والشمندر السكري والكمون والذرة الصفراء والخضروات كالطماطم والخيار والفول والبصل والقرع والقثاء
ويعتمدون في سقاية مزروعاتهم على مصادر كثيرة
منها الآبار السطحية والجوفيه وتجمع المياه(السيحة)  القادم عبر نهر قويق
أشهر المعالم فيها
1.نهر قويق يمر من شرق القرية
2.وسيحة المطخ
3.المسجد الكبير في وسط القرية (مسجد عمربن الخطاب).        